# دبرا جو روپ
دبرا جو روپ (انگلیسی: Debra Jo Rupp؛ زادهٔ ۲۴ فوریهٔ ۱۹۵۱) یک هنرپیشه اهل ایالات متحده آمریکا است. وی از سال ۱۹۸۰ میلادی تاکنون مشغول فعالیت بوده است.
او در فیلم گروهبان بیلکو، جنس مخالف و او مرا می‌خواهد بازی کرده است.